# Särkijärvi (sjö i Finland, Egentliga Finland, lat 60,90, long 21,50)
Särkijärvi är en sjö i Finland. Den ligger i Pyhäranta kommun och Letala stad i landskapet Egentliga Finland, i den sydvästra delen av landet, 200 km väster om huvudstaden Helsingfors. Särkijärvi ligger 22 meter över havet. I omgivningarna runt Särkijärvi växer i huvudsak barrskog. Arean är 27,7 hektar och strandlinjen är 2,82 kilometer lång. Sjön  ingår i Bottenhavets kustområde. 